# Villeneuve-Saint-Salves
Villeneuve-Saint-Salves és un municipi francès, situat al departament del Yonne i a la regió de Borgonya - Franc Comtat. L'any 2007 tenia 250 habitants.

## Demografia

### Població
El 2007 la població de fet de Villeneuve-Saint-Salves era de 250 persones. Hi havia 102 famílies, de les quals 24 eren unipersonals (8 homes vivint sols i 16 dones vivint soles), 29 parelles sense fills, 41 parelles amb fills i 8 famílies monoparentals amb fills.
La població ha evolucionat segons el següent gràfic:
Habitants censats

### Habitatges
El 2007 hi havia 113 habitatges, 101 eren l'habitatge principal de la família, 8 eren segones residències i 4 estaven desocupats. 109 eren cases i 4 eren apartaments. Dels 101 habitatges principals, 89 estaven ocupats pels seus propietaris, 10 estaven llogats i ocupats pels llogaters i 2 estaven cedits a títol gratuït; 3 tenien una cambra, 2 en tenien dues, 14 en tenien tres, 32 en tenien quatre i 49 en tenien cinc o més. 75 habitatges disposaven pel capbaix d'una plaça de pàrquing. A 28 habitatges hi havia un automòbil i a 65 n'hi havia dos o més.

### Piràmide de població
La piràmide de població per edats i sexe el 2009 era:
| Homes | Edats   | Dones |
| ----- | ------- | ----- |
| 0     | 95 o +  | 0     |
| 0     | 90 a 94 | 0     |
| 0     | 85 a 89 | 0     |
| 0     | 80 a 84 | 4     |
| 4     | 75 a 79 | 8     |
| 4     | 70 a 74 | 0     |
| 0     | 65 a 69 | 4     |
| 0     | 60 a 64 | 0     |
| 4     | 55 a 59 | 0     |
| 8     | 50 a 54 | 4     |
| 24    | 45 a 49 | 16    |
| 8     | 40 a 44 | 8     |
| 12    | 35 a 39 | 20    |
| 8     | 30 a 34 | 8     |
| 4     | 25 a 29 | 12    |
| 8     | 20 a 24 | 0     |
| 16    | 15 a 19 | 0     |
| 8     | 10 a 14 | 12    |
| 20    | 5 a 9   | 0     |
| 0     | 0 a 4   | 16    |

## Economia
El 2007 la població en edat de treballar era de 180 persones, 135 eren actives i 45 eren inactives. De les 135 persones actives 123 estaven ocupades (66 homes i 57 dones) i 12 estaven aturades (6 homes i 6 dones). De les 45 persones inactives 16 estaven jubilades, 19 estaven estudiant i 10 estaven classificades com a «altres inactius».

### Ingressos
El 2009 a Villeneuve-Saint-Salves hi havia 100 unitats fiscals que integraven 268 persones, la mediana anual d'ingressos fiscals per persona era de 19.729,5 €.

### Activitats econòmiques
Dels 6 establiments que hi havia el 2007, 2 eren d'empreses de construcció, 2 d'empreses de comerç i reparació d'automòbils, 1 d'una empresa d'hostatgeria i restauració i 1 d'una empresa classificada com a «altres activitats de serveis».
Dels 2 establiments de servei als particulars que hi havia el 2009, 1 era una fusteria i 1 electricista.
L'any 2000 a Villeneuve-Saint-Salves hi havia 6 explotacions agrícoles.

## Equipaments sanitaris i escolars
El 2009 hi havia una escola elemental integrada dins d'un grup escolar amb les comunes properes formant una escola dispersa.

## Poblacions més properes
El següent diagrama mostra les poblacions més properes.